# Blas Llano
Blas Antonio Llano Ramos (San Juan Bautista, 24 de octubre de 1966) es un político y abogado paraguayo. Fue senador desde 2008 hasta 2023, siendo reelecto en 2013 y 2018. Previamente, se desempeñó como diputado desde 1993 hasta 2008, siendo reelecto en 1998 y 2003. Presidió el Senado en dos periodos (2014-2015 y 2019-2020). Entre 2008 y 2012, ocupó el cargo de ministro de Justicia y Trabajo. Fue presidente del Partido Liberal Radical Auténtico en dos períodos (2005-2007 y 2010-2013).

## Inicios
Nació el 24 de octubre de 1966 en San Juan Bautista, capital del Departamento de Misiones, Paraguay. Realizó sus estudios primarios en el Liceo Misionero de su ciudad natal. A los diez años, su familia se trasladó a Fernando de la Mora, donde continuó sus estudios en el Colegio y Escuela Técnica Sagrado Corazón de Jesús, conocido como Salesianito. Posteriormente, cursó su formación universitaria en la Facultad de Ciencias Jurídicas y Diplomáticas de la Universidad Católica de Asunción (UCA), donde se graduó como abogado a los veintitrés años.
Durante su etapa universitaria, participó en actividades gremiales, siendo representante estudiantil ante el consejo superior de su facultad y, más tarde, presidente del Centro de Estudiantes. Dirigió la secretaría general de la Federación de Estudiantes Universitarios del Paraguay (FEUP), organización que mantenía una postura crítica hacia el régimen de Alfredo Stroessner.

## Carrera política

### Años 1990
Militante del PLRA, ocupó varios cargos dentro de su partido, siendo miembro titular de la Conducción Nacional de la Juventud Liberal Radical Auténtica por dos periodos. Durante las internas de su partido en 1992, lideró un grupo de jóvenes para pugnar un lugar en la lista oficial de su partido para la cámara baja, logrando el puesto número cinco y siendo electo Diputado por el Departamento Central al año siguiente.
En 1995, en compañía de otros miembros del partido, funda el Movimiento Sector Independiente, logrando en las internas del PLRA, en 1997, el segundo puesto en la lista de diputados por Central, y siendo reelecto para un segundo periodo en los comicios nacionales de 1998. 
En marzo de 1999, siendo vicepresidente primero de la Cámara de Diputados, fue designado como uno de los fiscales acusadores en el marco del juicio político al entonces Presidente de la República, Raúl Cubas Grau. Posterior a los sucesos del Marzo paraguayo, se convierte en presidente de la Cámara de Diputados. Ese mismo año ocupa la Secretaría General del PLRA, así como su la dirección del Comité Político.

### Años 2000
En el año 2000, para la elección del vacante cargo de Vicepresidente de la República, es electo jefe nacional de campaña del PLRA, resultando victorioso su correligionario Julio César Franco. Para las elecciones del 2002, se posiciona en el primer lugar de la lista de diputados del PLRA, siendo nuevamente reelecto como diputado por Central en el 2003.
Fue presidente del Directorio del PLRA en tres ocasiones. Dentro de su periodo 2005-2007, siendo presidente del Directorio, apoyó la candidatura de Fernando Lugo para la presidencia de la república, reivindicando el puesto de vicepresidente para el PLRA. 
Para las elecciones del 2008 fue elegido Senador Nacional, y luego de la victoria de Fernando Lugo a la Presidencia de la República, asume la cartera del Ministerio de Justicia y Trabajo, para luego ocupar su banca como senador el 20 de abril del 2009.

### Años 2010
En el año 2012, luego de los sucesos de Curuguaty, apoyó el juicio político que destituyó a Fernando Lugo en el marco de la crisis política en Paraguay de 2012. La destitución de Lugo llevó al PLRA a ocupar la presidencia de la República luego de 72 años.
En el 2013 es reelecto como senador y el 1 de julio de 2014 asume como presidente de la Cámara de Senadores para el periodo 2014-2015. 
Reelecto para el periodo 2018-2023 como senador. Presidió la Cámara de Senadores por segunda vez, para el periodo 2019-2020.

## Comisiones parlamentarias

### Como diputado
- Comisión de Derechos Humanos
- Comisión de Culto
- Comisión Bicameral Investigadora de Ilícitos (Presidente).

### Como senador
- Comisión de Asuntos Constitucionales, Defensa Nacional y Fuerza Pública.
- Comisión de Legislación, Codificación, Justicia y Trabajo.
- Comisión de Relaciones Exteriores y Asuntos Internacionales.
- Comisión de Industria, Comercio y Turismo.
- Comisión de Prevención y Lucha contra el Narcotráfico y Delitos Conexos (Presidente).
- Comisión Nacional de Puesta en Valor y Recuperación del Patrimonio Tangible de la Historia del Paraguay.[5]